# Ernő Foerk

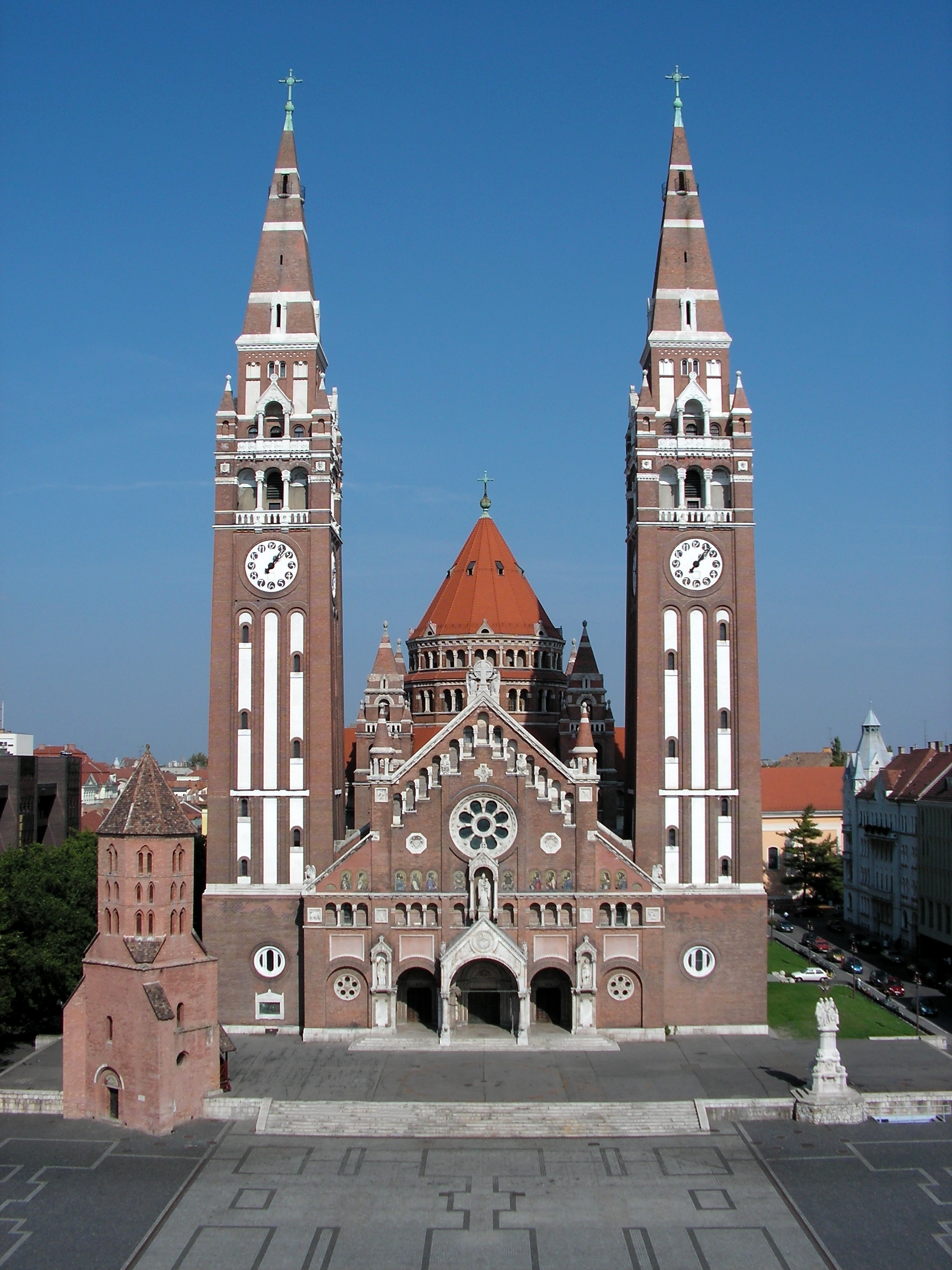
Iglesia Votiva de Szeged, diseñada por Ernő Foerk y Frigyes Schulek.

Ernő Foerk (Temesvár, 3 de febrero de 1868-Budapest, 26 de enero de 1934) fue un arquitecto húngaro.

## Biografía
Empezó originalmente como escultor, pero posteriormente terminó como maestro de obras. Estudió en la Academia de Bellas Artes de Viena, donde se familiarizó con el estilo italiano septentrional, origen de su interés por la arquitectura lombarda de ladrillos. A partir de 1891, fue asistente de Imre Steindl en la Universidad Técnica. Enseñó en la Escuela Húngara de Artes Aplicadas desde 1893 y se convirtió en su director en 1920. Se retiró en 1929.